# Эшасьер
Эшасье́р (фр. Échassières) — коммуна во Франции, находится в регионе Овернь. Департамент коммуны — Алье. Входит в состав кантона Эбрёй. Округ коммуны — Монлюсон.
Код INSEE коммуны — 03108.

## Население
Население коммуны на 2008 год составляло 394 человека.
| 1962 | 1968 | 1975 | 1982 | 1990 | 1999 | 2008 |
| ---- | ---- | ---- | ---- | ---- | ---- | ---- |
| 395  | 602  | 489  | 408  | 349  | 380  | 394  |

## Экономика
На территории коммуны расположено месторождение каолина высокой чистоты. Разрабатывается компанией Denain-Anzin Minéraux. В октябре 2022 года компания Imerys объявила о начале проектирования карьера Эмили (фр.) по добыче литиевой руды и каолина.
В 2007 году среди 195 человек в трудоспособном возрасте (15—64 лет) 127 были экономически активными, 68 — неактивными (показатель активности — 65,1 %, в 1999 году было 68,9 %). Из 127 активных работали 103 человека (59 мужчин и 44 женщины), безработных было 24 (12 мужчин и 12 женщин). Среди 68 неактивных 12 человек были учениками или студентами, 37 — пенсионерами, 19 были неактивными по другим причинам.

## Достопримечательности
- Замок Бовуар